# Michał Waszyński

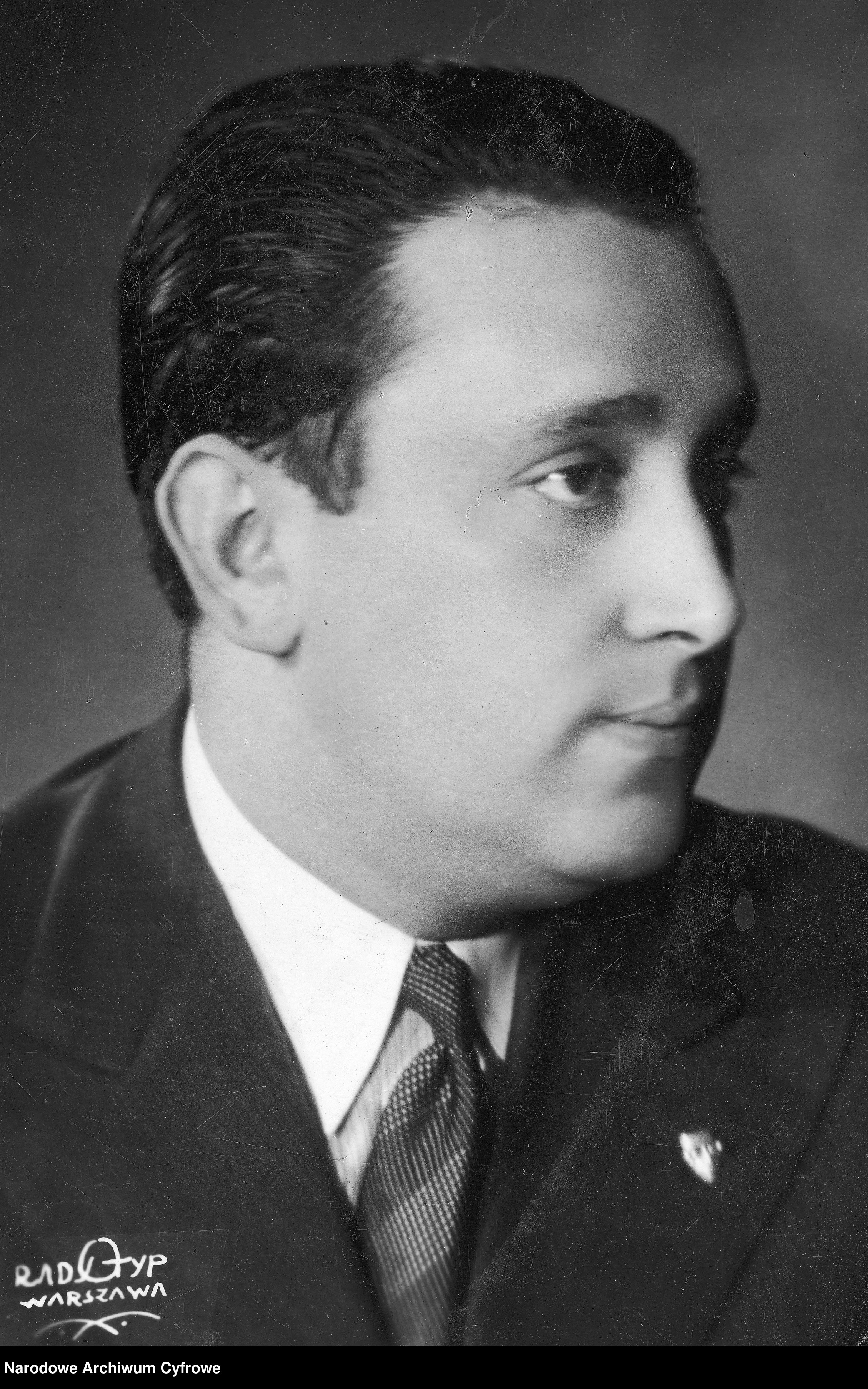
Michał Waszyński (1934)

Michał Waszyński (* 29. September 1904 in Kowel, Russisches Kaiserreich; † 20. Februar 1965 in Madrid) war ein polnischer Filmregisseur jüdischer Abstammung.

## Leben
Waszyński war in der Familie eines Schmiedes als Mosche Waks geboren. Als junger Mann kam er nach Warschau, später nach Berlin. Über seine Ausbildung, insbesondere das Praktikum bei Friedrich Wilhelm Murnau, gibt es keine Nachweise. Zurück in Polen änderte er seinen Namen auf Michał Waszyński und konvertierte zum Katholizismus. Er wurde Assistent des Filmregisseurs Wiktor Biegański und trat in einem seiner Filme als Schauspieler auf. Nach 1925 wurde er als Assistent der  polnischen Filmregisseure Józef Lejtes, Ryszard Ordyński und Henryk Szaro tätig.
1929 debütierte er als selbständiger Regisseur. Bis 1939 schuf er 37 Spielfilme, meist Komödien. Sein bedeutendstes Werk wurde jedoch 1937 „Der Dybbuk“ nach dem Drama von Salomon An-ski mit Dialogen in Jiddisch, ein Denkmal des reichen kulturellen Lebens der osteuropäischen Juden vor dem Holocaust.
Nach dem Ausbruch des Zweiten Weltkrieges flüchtete Waszyński ostwärts nach Białystok, das nach dem 17. September 1939 gemäß dem Ribbentrop-Molotov-Pakt von den Sowjettruppen besetzt wurde. Unter der Sowjetherrschaft wurde  Waszyński Theaterregisseur in Białystok, dann in Moskau. Nach dem Überfall der deutschen Truppen auf die Sowjetunion im Juni 1941 gelang es Waszyński zur vom General Władysław Anders gebildeten polnischen Armee beizutreten und die Sowjetunion verlassen und durch Persien und Ägypten nach Italien zu kommen sowie als Kameramann in der Schlacht um Monte Cassino teilzunehmen.
Nach dem Krieg blieb Waszyński in Italien, wo er einen polnischen Spielfilm über die Schlacht von Monte Cassino drehte, und dann drei italienische Filme.
Später in seiner Karriere arbeitete Waszyński als Produzent in verschiedenen Positionen für die großen amerikanischen Studios in Italien und in Spanien, als Michael Waszynski. Zu seinen Filmen gehören The Quiet American (1958), El Cid (1961) und Der Untergang des Römischen Reiches (1964).
Er starb in Madrid an einem Herzinfarkt und wurde in Rom beerdigt.

## Film
- Der Prinz und der Dybbuk (2017), polnisch-deutscher Dokumentarfilm von Elwira Niewiera und Piotr Rosołowski über das Leben von Michał Waszyński[1]